# معجزه اقتصادی
معجزه اقتصادی یک اصطلاح اقتصادی غیررسمی برای دوره ای از توسعه اقتصادی چشمگیر است که کاملاً غیرمنتظره یا به‌طور غیرمنتظره قوی است. معجزات اقتصادی در تاریخ اخیر تعدادی از کشورها رخ داده‌است، اغلب کشورهایی که در حال رونق اقتصادی هستند یا به عنوان اقتصاد ببر توصیف می‌شوند.

## پس از جنگ جهانی دوم
- چهار ببر آسیایی (کره جنوبی، تایوان، هنگ کنگ و سنگاپور، حدود دهه ۱۹۶۰ تا ۱۹۹۰)
  - معجزه روی رودخانه هان (کره جنوبی، حدود ۱۹۶۲–۱۹۹۷)
  - معجزه تایوان (۱۹۶۱–۲۰۰۰)
- معجزه سوئیس (حدود ۱۹۴۰–۲۰۰۰)
- معجزه اقتصادی ژاپن (حدود ۱۹۴۵–۱۹۹۰)
- سی باشکوه (فرانسه، حدود ۱۹۴۵–۱۹۷۵)
- سالهای رکورد (سوئد، حدود ۱۹۴۷–۱۹۷۴)
- معجزه اقتصادی آلمان (آلمان غربی و اتریش، حدود دهه ۱۹۵۰–۱۹۷۰)
- معجزه مکزیکی (حدود ۱۹۴۰–۱۹۷۰) (اصطلاحی که توسط اقتصاددانان استفاده نمی‌شود)
- معجزه اقتصادی بلژیک (۱۹۴۵–۱۹۴۸)
- معجزه اقتصادی یونان (۱۹۵۰–۱۹۷۳) (در نهایت با رکود همراه شد)
- معجزه اقتصادی ایتالیا (حدود ۱۹۵۰–۱۹۷۳)
- معجزه اسپانیایی (۱۹۵۹–۱۹۷۴)

## بعدتر
- اقتصادهای توله ببر (اندونزی، مالزی، تایلند، فیلیپین، و ویتنام، حدود دهه ۲۰۱۰–اکنون)
  - رونق اقتصادی اندونزی (۱۹۷۶–اکنون)
  - معجزه مالزی (۱۹۷۱–اکنون)
  - رونق اقتصادی فیلیپین (۱۹۸۶–اکنون)
  - رونق اقتصادی تایلند (دهه ۱۹۸۰ تا کنون)
  - Đổi Mới (ویتنام، ۱۹۸۶–اکنون)
- معجزه برزیل (۱۹۶۸–۱۹۷۳)
- معجزه شیلی (۱۹۷۵–۲۰۱۰)
- آزادسازی اقتصادی در هند (۱۹۹۱ تا کنون)
- اصلاحات اقتصادی چین (۱۹۷۸-اکنون)
- معجزه ماساچوست (دهه ۱۹۸۰)
- ببر خلیج (شهر دبی، حدود 1990s-۲۰۰۸)
- ببر سلتیک (ایرلند، حدود ۱۹۹۵–۲۰۰۷)
- ببرهای بالتیک (استونی، لتونی، یا لیتوانی، حدود ۲۰۰۰–۲۰۰۷)
- ببر تاترا (اسلواکی، ۲۰۰۲–۲۰۰۷)
- رونق اقتصادی ترکیه در دهه ۲۰۰۰ (ترکیه، حدود ۲۰۰۰–۲۰۱۸)
- ببر آدریاتیک (اسلوونی، ۲۰۰۴–۲۰۰۹)
- ببر کارپات (رومانی، ۱۹۹۱–۲۰۰۹)